# جيمي كينيدي (مصارع رياضي)
جيمي كينيدي (بالإنجليزية: Jimmy Kennedy)‏ هو مصارع رياضي أمريكي، ولد في 3 يوليو 1988.

## روابط خارجية
- جيمي كينيدي على موقع قاعدة بيانات المصارعة الدولية (الإنجليزية)